# یواس‌اس جان گریفیث (۱۸۶۱)
یواس‌اس جان گریفیث (۱۸۶۱) (به انگلیسی: USS John Griffith (1861)) یک کشتی بود که طول آن ۱۱۳ فوت ۸ اینچ (۳۴٫۶۵ متر) بود.